# Parkanlage Tiergarten (Złotów)

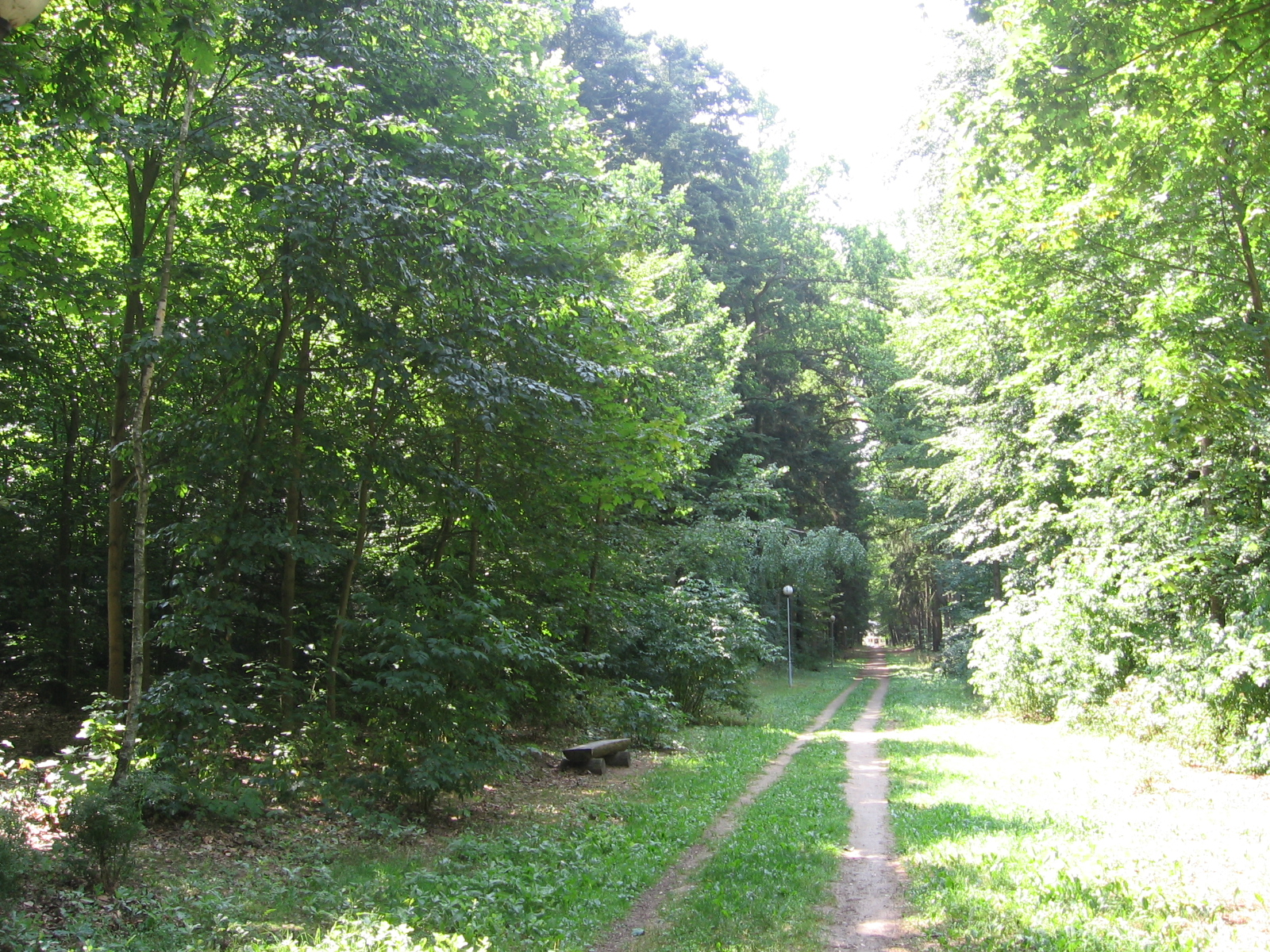
Peter Joseph Lenné – Allee

Die Parkanlage Tiergarten (polnisch Park Zwierzyniec) ist ein von Peter Joseph Lenné gestalteter Waldkomplex im südwestlichen Teil von Złotów (deutsch Flatow) in Pommern.

## Geschichte
Im Jahr 1822 erstellte Peter Joseph Lenné auf Wunsch des preußischen Königs Friedrich Wilhelm III. einen Bebauungsplan für das Gut Flatow. Der von Lenné vorgelegte Plan gestaltete die Umgebung des von Karl Friedrich Schinkel entworfenen Schlosses zwischen den Seen Zaleskie (Petziner See) und Miejskie (Stadtsee) und bezog das Gut, das Wildgehege, eine Baumschule sowie die Schlossinsel und die Große Insel ein. Markante Elemente, z. B. ein antiker Tempel, wurden über Blickachsen mit der Landschaft verknüpft. 1976 wurde im Park ein städtisches Amphitheater errichtet. Dort befindet sich auch der Sitz der Oberförsterei Złotów und des Zentrums für Natur-, Wald- und Ökologiebildung „Zwierzyniec“. Ein Schießhaus befand sich früher am Ende des Tiergartens am Petziner See, später auf der Liebesinsel. Das 1890 errichtete Restaurant und Sängerhalle brannte 1945 nieder. 

## Ehemaliger evangelischer Friedhof
Auf dem mit Lenné abgestimmten Plan von F. Nain aus dem Jahr 1823 ist ein evangelischer Friedhof eingezeichnet. Die dort angegebene Lindenallee ist bis heute teilweise erhalten. Auf dem Gebiet ist heute ein Lapidarium geschaffen. Ein Teil der Friedhofsfläche ist jetzt eine Kriegsgräberstätte.

## Ehemaliger jüdischer Friedhof
Der Góra Żydowska ist das Gebiet des ehemaligen jüdischen Friedhofs zwischen dem Babasee, dem Proboszczowskie (Probstsee) und Babasee. Der Friedhof, der seit dem 16. Jahrhundert existierte, wurde von den Nazis zerstört. Leider setzte sich der Prozess der Verwüstung auch nach dem Krieg fort – die Grabsteine wurden entfernt und wurde unter anderem verwendet für den Bau eines Marktplatzes.